# Kirche im Nationalpark Schwarzwald

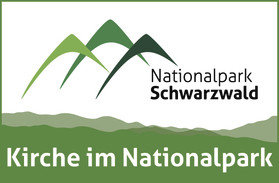
Das Logo von Kirche im Nationalpark Schwarzwald.

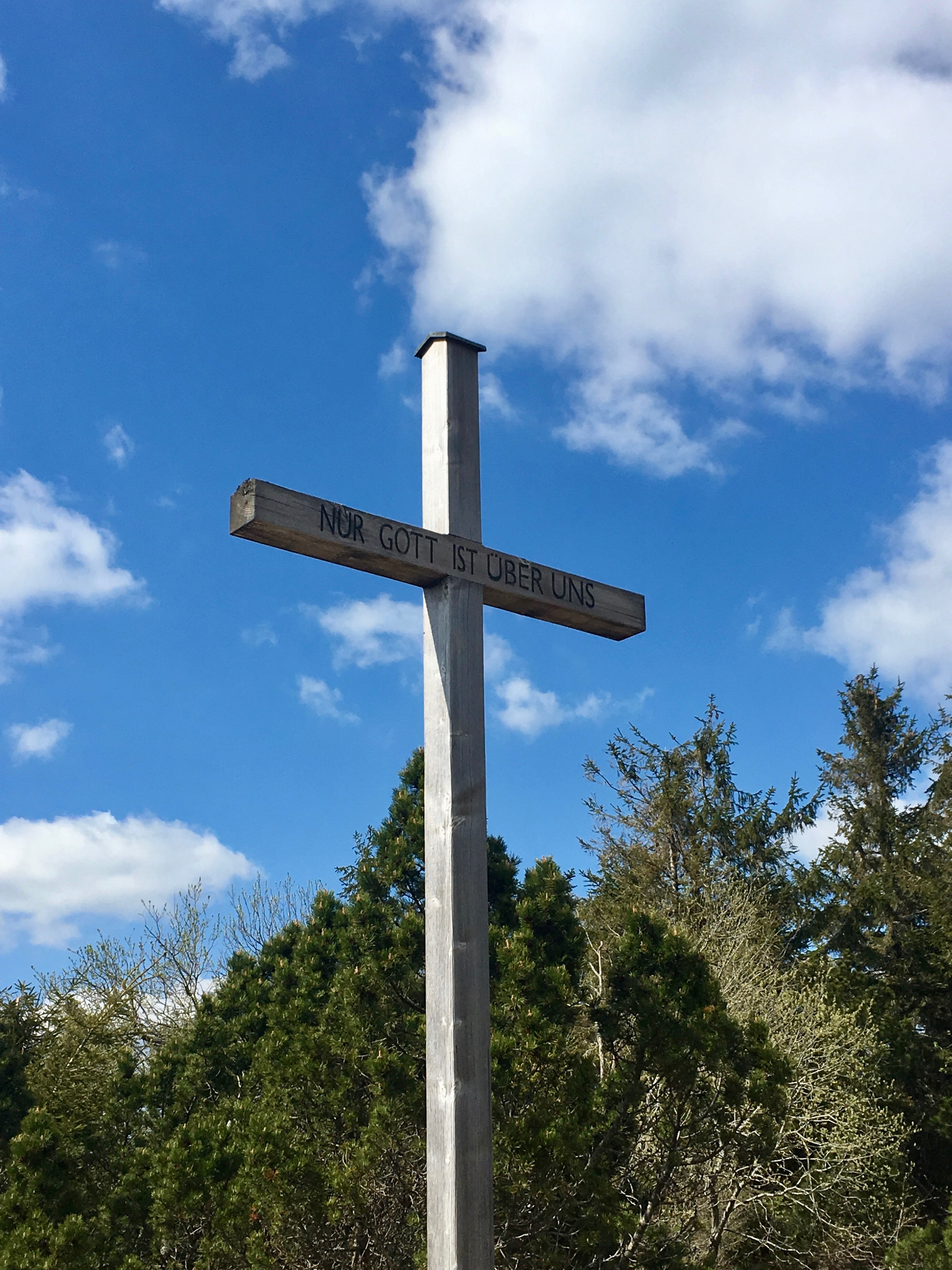
Das Gipfelkreuz auf dem Schliffkopf

Kirche im Nationalpark Schwarzwald, auch ökumenisches Netzwerk Kirche im Nationalpark Schwarzwald (ÖNKINS) genannt, ist ein Netzwerk der Kirchen, die an den Nationalpark Schwarzwald in Baden-Württemberg angrenzen. Für das Netzwerk haben sich die Erzdiözese Freiburg, die Evangelische Landeskirche in Baden, die Diözese Rottenburg-Stuttgart und die Evangelische Landeskirche in Württemberg zusammengeschlossen.
Das Netzwerk wurde 2014 gegründet und ist seit 2018 Partner des Nationalpark Schwarzwald. Es ergänzt die Angebote des Nationalparks um Veranstaltungen für  Besucher mit Interesse an christlich spirituellen Inhalten. Neben Gottesdiensten in der Natur und (individuell geplanten) Wanderungen mit geistlichen Inhalten bietet „Kirche im Nationalpark“ ein  Jahresprogramm sowie diverse Print- und Onlinematerialien an. Weitere Aufgaben sind die Betreuung der Kapellen in und am Nationalpark, sowie die Bewahrung der Schöpfung (durch die Förderung von Naturschutz und durch Naturbildung).

## Inhaltliche Schwerpunkte

### Vielfalt der Schöpfung bewahren
„Das Grundanliegen der Nationalparkidee, die Prozesse in der Natur zu schützen, deckt sich mit den Grundanliegen unseres biblischen Glaubens. In der Bibel finden wir in der ersten Schöpfungserzählung nach der Erschaffung der Welt die wunderbare Zusage: ‚Und Gott sah, dass es gut war‘ (Genesis 1,31). In unzähligen Psalmen und Gebeten, angefangen im Alten Testament bis hin zu den Naturgleichnissen Jesu, zieht sich die Liebe zur Natur durch die jüdisch / christliche und auch islamische Glaubenstradition. […] Wenn wir von der Natur als Schöpfung sprechen, dann meinen wir damit, dass wir hinter allem Anfang, hinter allem was es im Weltall zu entdecken gibt, eine große, liebende Kraft [sehen]. Diese liebende Kraft, die wir Gott nennen, steht hinter allem, [und] war vor allem da […]“.

### Ökumenische Ausrichtung
„[…] Sowohl bei den Hauptamtlichen als auch im Leitungsteam sind Christen aus den vier großen Landeskirchen engagiert. Das Netzwerk umfasst inzwischen etwa 50 engagierte Christen, die sich für ein kirchliches Angebot im Nationalparkgebiet einsetzen. Dazu gehört neben den Outdoorangeboten auch die Unterstützung der Kapellen im und am Nationalpark“.

## Kapellen, Kirchen und Kreuze in und am Nationalpark Schwarzwald
- Allerheiligenkapelle in Allerheiligen
- Klosterruine Allerheiligen
- Kapelle Maria Frieden auf der Bühlerhöhe
- Kapelle zum Guten Hirten in Sand (Bühl)

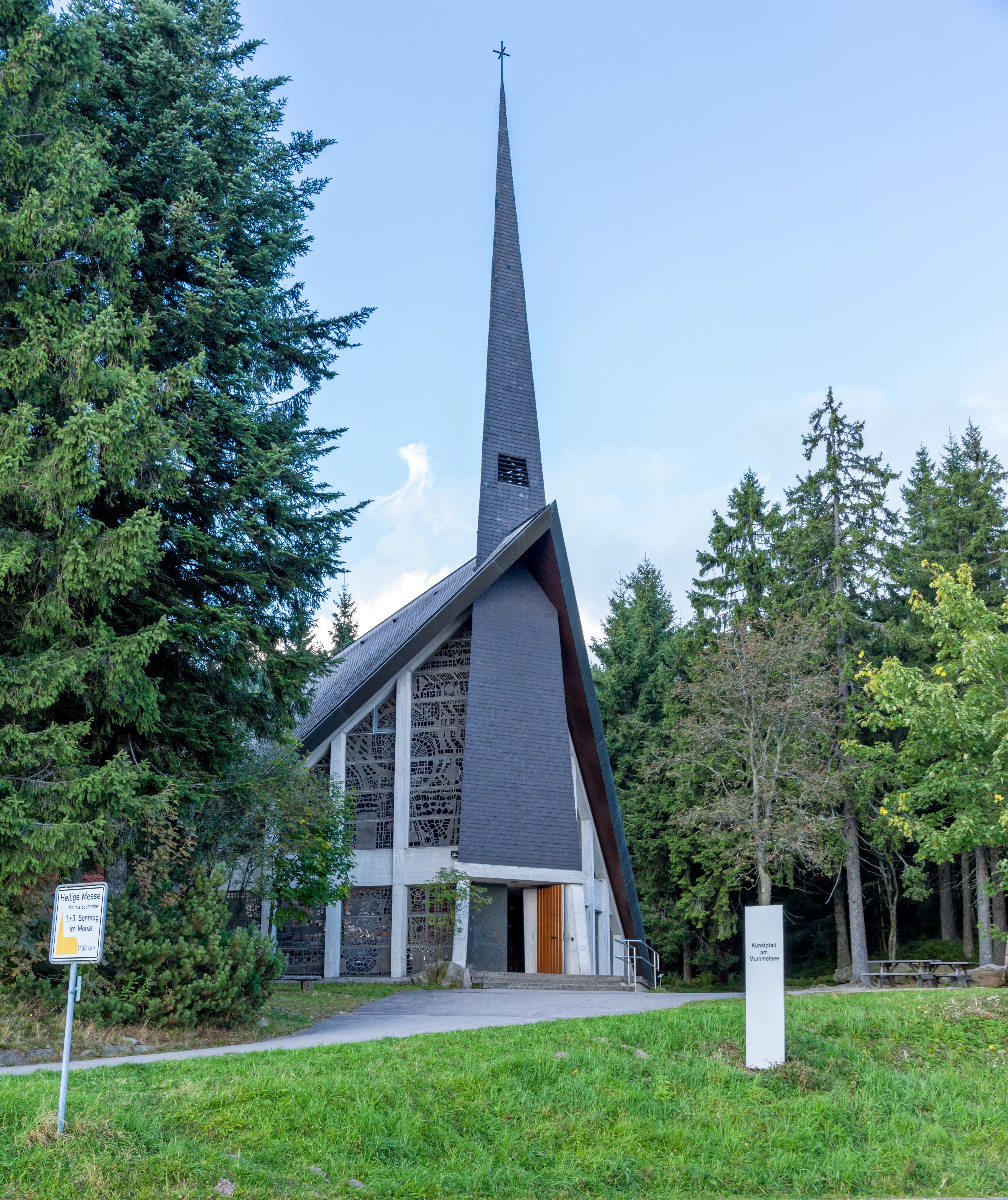
Kapelle St. Antonius am Plättig
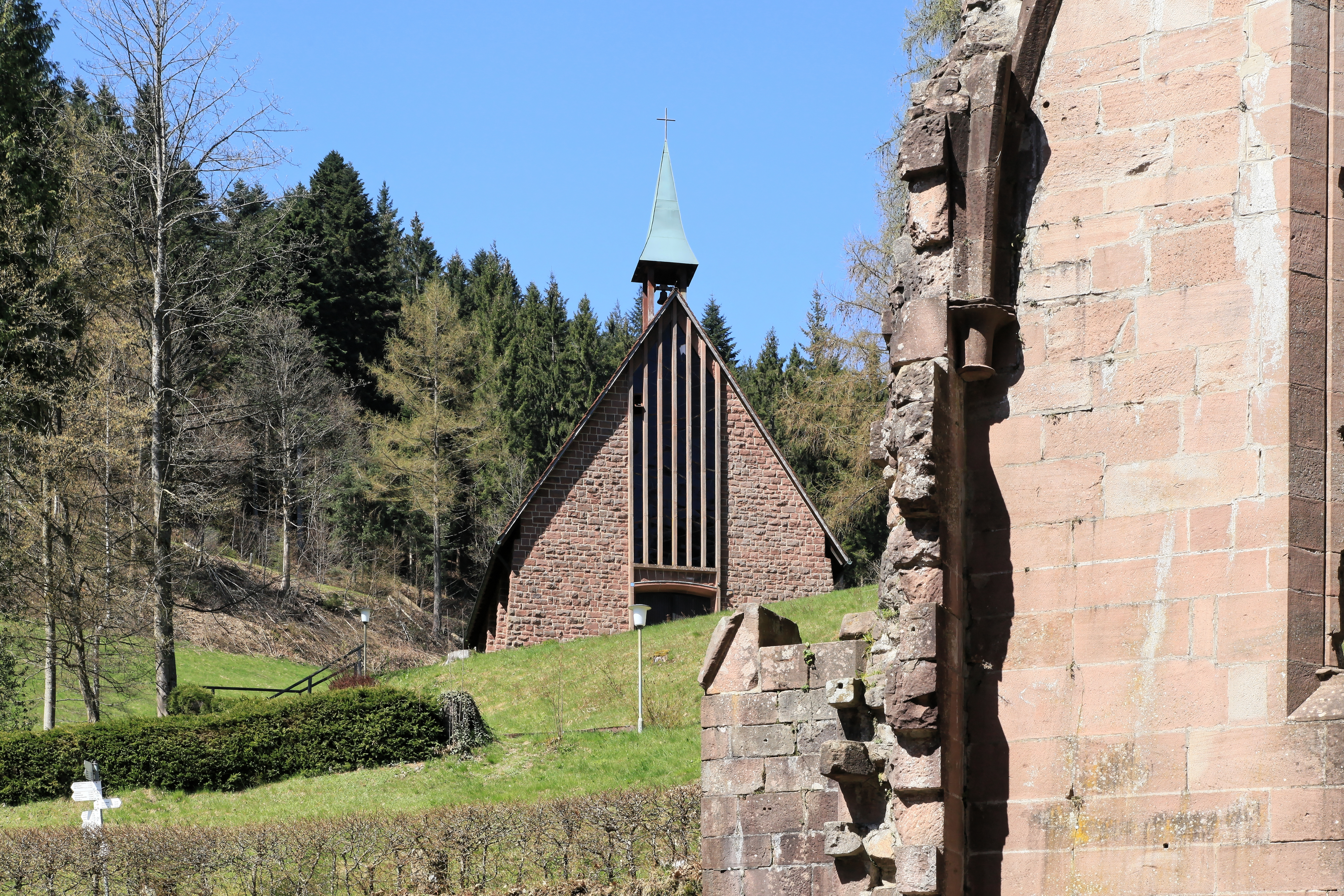
Allerheiligenkapelle in Allerheiligen
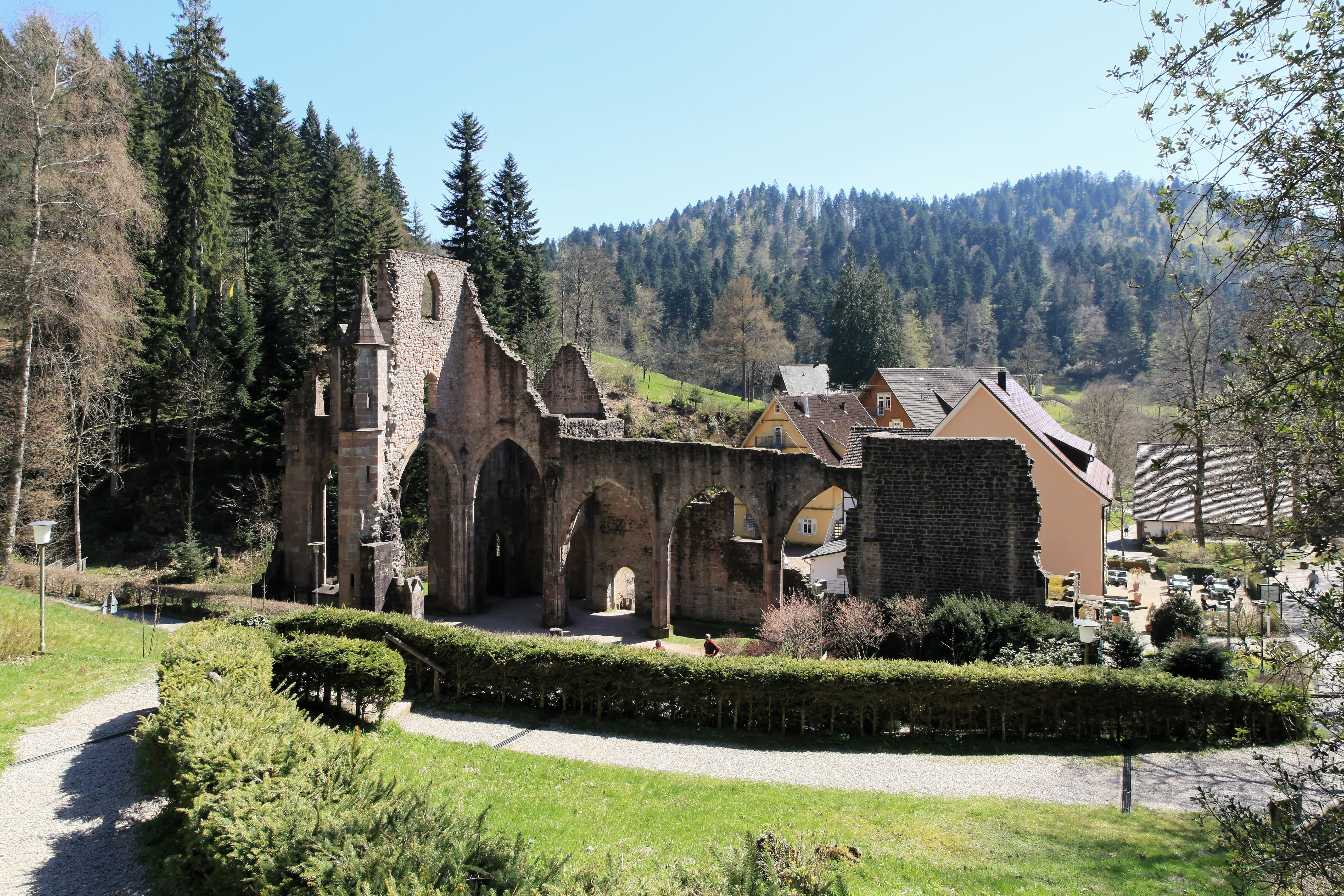
Klosterruine Allerheiligen

- Kirche St. Antonius in Herrenwies
- Kirche St. Johannes Evangelist in Baiersbronn-Schönmünzach
- Kreuz am Mehliskopf
- Kreuz am Schliffkopf
- St. Michaelskapelle am Mummelsee

- St. Michaelskapelle am Mummelsee
- Allerheiligenkapelle in Allerheiligen
- Klosterruine Allerheiligen